# Prêmio Grammy de Contribuição em Vida
Prêmio Grammy de Contribuição em Vida (do inglês: Grammy Awards of Lifetime Achievement) é uma das principais categorias do Grammy Award. um prêmio pelo conjunto da obra de um artista. O galardão é chamado de Prêmio Bing Crosby, o nome de seu primeiro vencedor.

## Galardoados
| Ano  | Premiados | Ref.   |
| ---- | --- | ------ |
| 1963 | Bing Crosby |        |
| 1965 | Frank Sinatra |        |
| 1966 | Duke Ellington |        |
| 1967 | Ella Fitzgerald |        |
| 1968 | Irving Berlin |        |
| 1971 | Elvis Presley |        |
| 1972 | Louis Armstrong, Mahalia Jackson |        |
| 1984 | Chuck Berry, Charlie Parker |        |
| 1985 | Leonard Bernstein |        |
| 1986 | Benny Goodman, The Rolling Stones, Andrés Segovia |        |
| 1987 | Roy Acuff, Benny Carter, Enrico Caruso, Ray Charles, Fats Domino, Woody Herman, Billie Holiday, B.B. King, Isaac Stern, Igor Stravinsky, Arturo Toscanini, Hank Williams |        |
| 1989 | Fred Astaire, Pablo Casals, Dizzy Gillespie, Jascha Heifetz, Lena Horne, Leontyne Price, Bessie Smith, Art Tatum, Sarah Vaughan                                          |        |
| 1990 | Nat King Cole, Miles Davis, Vladimir Horowitz, Paul McCartney |        |
| 1991 | Marian Anderson, Bob Dylan, John Lennon, Kitty Wells |        |
| 1992 | James Brown, John Coltrane, Jimi Hendrix, Muddy Waters |        |
| 1993 | Chet Atkins, Little Richard, Thelonious Monk, Bill Monroe, Pete Seeger, Fats Waller                                                                                      |        |
| 1994 | Bill Evans, Aretha Franklin, Arthur Rubinstein |        |
| 1995 | Patsy Cline, Peggy Lee, Henry Mancini, Curtis Mayfield, Barbra Streisand                                                                                                 |        |
| 1996 | Dave Brubeck, Marvin Gaye, Georg Solti, Stevie Wonder |        |
| 1997 | Bobby "Blue" Bland, The Everly Brothers, Judy Garland, Stéphane Grappelli, Buddy Holly, Charles Mingus, Oscar Peterson, Frank Zappa                                      |        |
| 1998 | Bo Diddley, The Mills Brothers, Roy Orbison, Paul Robeson |        |
| 1999 | Johnny Cash, Sam Cooke, Otis Redding, Smokey Robinson, Mel Tormé |        |
| 2000 | Harry Belafonte, Woody Guthrie, John Lee Hooker, Mitch Miller, Willie Nelson                                                                                             |        |
| 2001 | The Beach Boys, Tony Bennett, Sammy Davis Jr., Bob Marley, The Who |        |
| 2002 | Count Basie, Rosemary Clooney, Perry Como, Al Green, Joni Mitchell |        |
| 2003 | Etta James, Johnny Mathis, Glenn Miller, Tito Puente, Simon & Garfunkel                                                                                                  |        |
| 2004 | Van Cliburn, The Funk Brothers, Ella Jenkins, Sonny Rollins, Artie Shaw, Doc Watson                                                                                      |        |
| 2005 | Eddy Arnold, Art Blakey, Carter Family, Morton Gould, Janis Joplin, Led Zeppelin, Jerry Lee Lewis, Jelly Roll Morton, Pinetop Perkins, The Staple Singers                |        |
| 2006 | David Bowie, Cream, Merle Haggard, Robert Johnson, Jessye Norman, Richard Pryor, The Weavers                                                                             |        |
| 2007 | Joan Baez, Booker T. & the M.G.'s, Maria Callas, Ornette Coleman, The Doors, Grateful Dead, Bob Wills                                                                    |        |
| 2008 | Burt Bacharach, The Band, Cab Calloway, Doris Day, Itzhak Perlman, Max Roach, Earl Scruggs                                                                               |        |
| 2009 | Gene Autry, The Blind Boys of Alabama, The Four Tops, Hank Jones, Brenda Lee, Dean Martin, Tom Paxton                                                                    |        |
| 2010 | Leonard Cohen, Bobby Darin, David "Honeyboy" Edwards, Michael Jackson, Loretta Lynn, André Previn, Clark Terry                                                           |        |
| 2011 | Julie Andrews, Roy Haynes, Juilliard String Quartet, The Kingston Trio, Dolly Parton, Ramones, George Beverly Shea                                                       | [ 1 ]  |
| 2012 | The Allman Brothers Band, Glen Campbell, Antônio Carlos Jobim, George Jones, The Memphis Horns, Diana Ross, Gil Scott-Heron                                              |        |
| 2013 | Glenn Gould, Charlie Haden, Lightnin' Hopkins, Carole King, Patti Page, Ravi Shankar, The Temptations                                                                    | [ 2 ]  |
| 2014 | The Beatles, Clifton Chenier, The Isley Brothers, Kraftwerk, Kris Kristofferson, Armando Manzanero, Maud Powell                                                          | [ 3 ]  |
| 2015 | Bee Gees, Pierre Boulez, Buddy Guy, George Harrison, Flaco Jiménez, The Louvin Brothers, Wayne Shorter                                                                   | [ 4 ]  |
| 2016 | Ruth Brown, Celia Cruz, Earth, Wind & Fire, Herbie Hancock, Jefferson Airplane, Linda Ronstadt, Run-DMC                                                                  | [ 5 ]  |
| 2017 | Shirley Caesar, Ahmad Jamal, Charley Pride, Jimmie Rodgers, Nina Simone, Sly Stone, The Velvet Underground                                                               | [ 6 ]  |
| 2018 | Hal Blaine, Neil Diamond, Emmylou Harris, Louis Jordan, The Meters, Queen, Tina Turner                                                                                   | [ 7 ]  |
| 2019 | Black Sabbath, George Clinton e Parliament-Funkadelic, Billy Eckstine, Donny Hathaway, Julio Iglesias, Sam & Dave, Dionne Warwick                                        | [ 8 ]  |
| 2020 | Chicago, Roberta Flack, Isaac Hayes, Iggy Pop, John Prine, Public Enemy, Sister Rosetta Tharpe                                                                           | [ 9 ]  |
| 2021 | Grandmaster Flash and the Furious Five, Lionel Hampton, Marilyn Horne, Salt-N-Pepa, Selena, Talking Heads                                                                | [ 10 ] |
| 2022 | Bonnie Raitt | [ 11 ] |
| 2023 | Bobby McFerrin, Nirvana, Ma Rainey, Slick Rick, Nile Rodgers, The Supremes, Ann Wilson e Nancy Wilson                                                                    | [ 12 ] |
| 2024 | Laurie Anderson, The Clark Sisters, Gladys Knight, N.W.A, Donna Summer, Tammy Wynette                                                                                    | [ 13 ] |
| 2025 | Frankie Beverly, The Clash, Bobby Jones, Taj Mahal, Prince, Roxanne Shante, Frankie Valli                                                                                | [ 14 ] |